# Béton extrudé
En technique routière, le béton extrudé est un béton coulé en place à l'aide de machines à coffrages glissants, dénommées machines à extruder ou extrudeuses. Il permet de réaliser des ouvrages bétons sur des linéaires importants.

## Techniques

### Extrusion par vibration
La machine utilisée pour l'extrusion par vibration est montée sur des chenilles qui sont guidées en direction et en altimétrie par des fils grâce à des palpeurs. Ce type de guidage permet de travailler sur tout support même irrégulier, pourvu qu'il soit portant, et permet de s'affranchir de différences de niveau de plus ou moins deux centimètres. 
Ce type de machine a un gabarit imposant qui ne lui permet pas d'intervenir sur tous les types d'ouvrages, notamment sous circulation. Les rayons de courbures réalisables sont au minimum de 5,00 mètres pour rendre un travail de qualité. Le rendement de la machine dépend des difficultés d'implantation, du morcellement de l'ouvrage et de l'approvisionnement du béton.

### Extrusion par vis calée
L'extrusion avec vis calée consiste à préfabriquer des ouvrages à hauteur constante par rapport au sol (vis calée), ce qui impose d'avoir un support, généralement en enrobé bitumeux ou en grave naturelle ou traitée, réglé parfaitement en planimétrie. En cas de sol support insuffisamment plan, il est parfois souhaitable de le reprofiler ponctuellement.
Ce type de machine, beaucoup plus petite que l'extrudeuse par vibration, permet de réaliser des ouvrages à faible rayon de courbure pouvant aller jusqu'à 60 cm au minimum.

## Béton utilisé
Le béton utilisé est livré depuis des centrales à béton. Il possède des classes de résistance fournies et garanties par la centrale, elle-même aux normes légales nationales ou européennes. En Europe, le béton fourni répond à la norme européenne EN 206-1 ou son équivalent national.

## Ouvrages réalisés
Les machines à extrusion par vis calée permettent la réalisation de profils de bordures divers comme des I (Ilot), T (Trottoir) ou A (Accotement), mais aussi des mini GBA (Glissières Béton Adhérent).
Les machines à extrusion par vibration permettent la réalisation d'ouvrages plus imposants, comme les dispositifs de retenue de types GBA sur autoroutes mais aussi des ouvrages d'assainissement tels que des caniveaux ou Cunette, ou bien encore dans des ouvrages urbains ou paysagers, comme des trottoirs ou murs. Il est également possible d'utiliser l'extrusion par vibration pour le coulage de chaussées bétons ou tout autre ouvrage le permettant. 
Il est possible d'obtenir diverses colorations du béton par un choix judicieux des cailloux, du sable et du ciment entrant dans sa composition ou l'utilisation de colorants de masse et des peintures à béton, mais le produit devant rester minéral, les tons resteront ceux de la pierre, allant du blanc au gris en passant par les ocres. En milieu urbain, divers traitements de surface peuvent être appliqués, soit sur le béton jeune : dénudage chimique, balayage, hydro-sablage, bouchardage, soit sur le béton ancien, la plupart du temps pour l'entretenir : grenaillage, lavage à haute pression.